# Сипаи

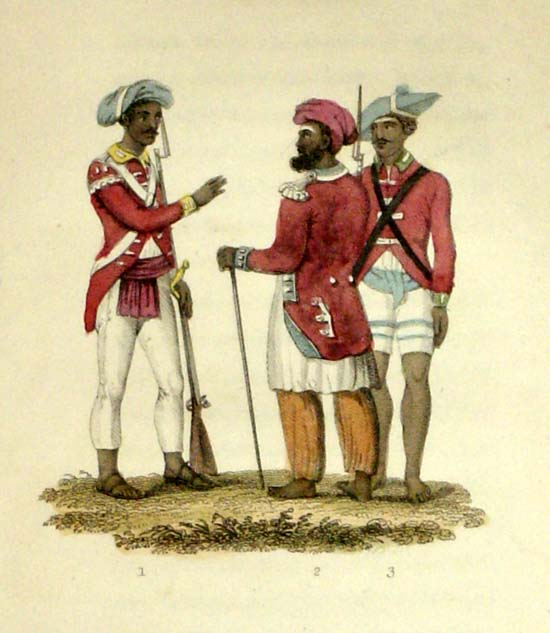
Сипаи

Сипа́и (от перс. سپاهی‎, sipâhi, «солдат») — наёмные солдаты в колониальной Индии (XVIII—XX век), рекрутировавшиеся европейскими колонизаторами, чаще всего британцами, из числа местного населения.
Первоначально термин «сипаи» использовался в Британской индийской армии и ранее в Британской Ост-Индской компании для рядовых пехотинцев и до сих пор используется в армиях Индии, Пакистана и Бангладеш для обозначения рядового состава.
Сипаи были главной движущей силой крупнейшего индийского восстания колониального периода — Сипайского восстания 1857—1859 годов.
То же персидское слово (в варианте «сипахи» или «спахи») обозначало разновидность кавалерии в Османской империи, а также обозначало армию в империи Тимуридов. Словом «zipaio» баскские националисты называют сотрудников баскской полиции, имея в виду, что те тоже служат иностранным оккупантам.

## История

### На службе индийских государств
Сипахи или сипаи являлись пехотинцами армий Могольской империи и Майсурского царства. При Аурангзебе (пр. 1658—1707) сипаи были вооружены мушкетами, ракетами и гранатами, из-за чего активно применялись в ходе осад. Однако подразделения сипаев так и не составили основу местной армии: в 1760 году насчитывалось лишь 9 пехотных сипайских батальонов

### На службе Британии
Первоначально британцы набирали сипаев из местного населения Бомбея и Мадраса, особое внимание уделялось касте и телосложению кандидатов. В бенгальскую армию набирались только представители высших каст брахманов и раджпутов, в основном из регионов Бихар и Уттар-Прадеш. Вербовка проводилась самими батальонами и полками. Командовавший батальоном офицер являлся для солдат аналогом деревенского старосты или gaon bura. В одном батальоне и полку могли служить члены одной семьи или общины. Новобранцы давали присягу Британской Ост-Индской компании, в ходе которой в знак будущей верности ели соль.

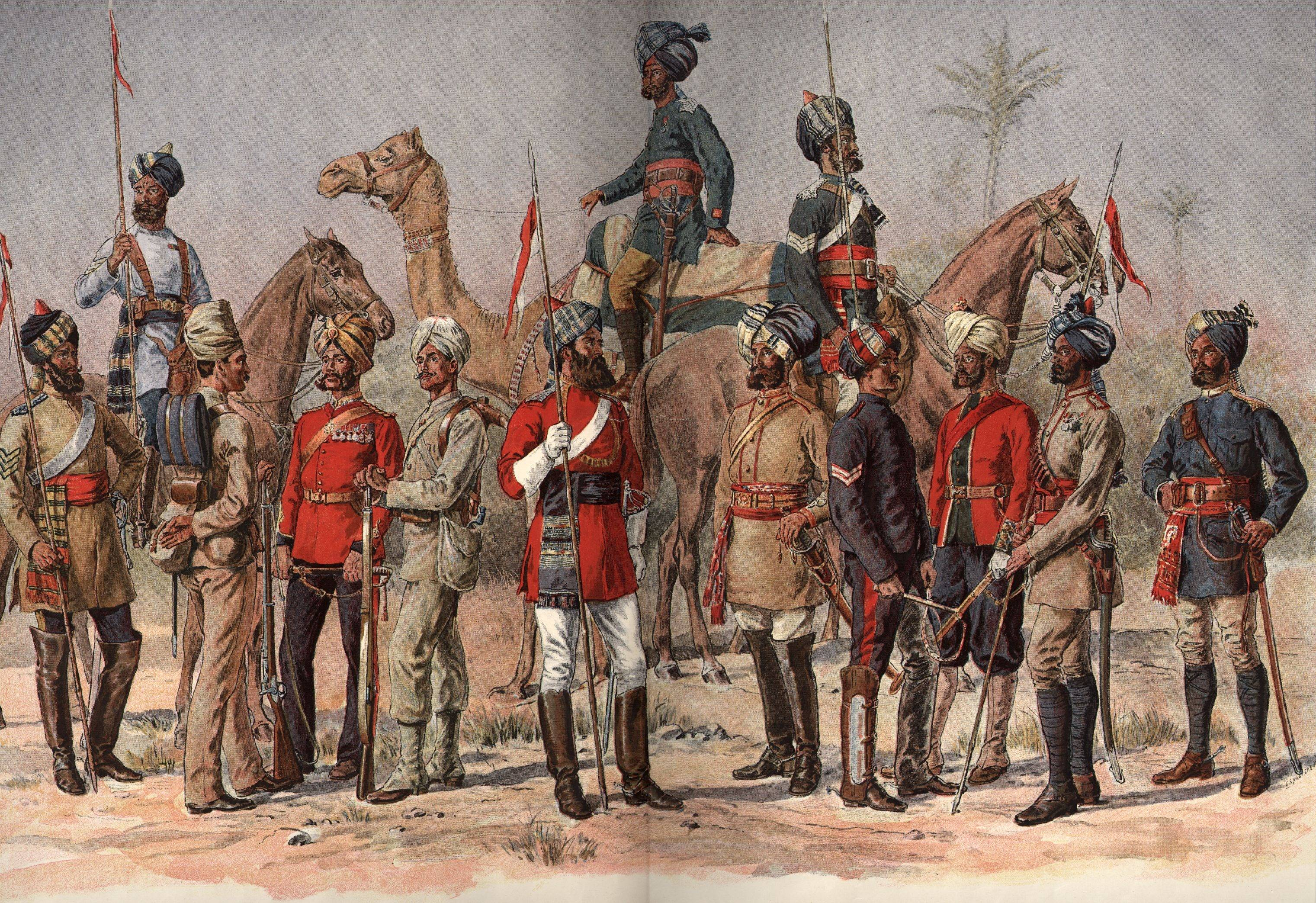
Сипаи армии Мадрасского президентства

Зарплата сипаям компании выплачивалась на регулярной основе, также централизованно поставлялось оружие, одежда и амуниция. За счёт этого в среде сипаев выработался этический кодекс и чувство общности. В то же время индийские правители рассчитывали, что их сипаи сами раздобудут оружие и поддержат своё существование за счёт грабежей.
С подавлением восстания сипаев оставшиеся подразделения компании вошли в состав индийской армии, подчиняющейся напрямую британской короне. Звание «сипая» было сохранено для индийских солдат ниже ранга ефрейтора, в кавалерии эквивалентом стало звание совар или «trooper».

### На службе Португалии
Сипаев рекрутировали в Португальской Индии, термином «cipaio» (sepoy) также назывались африканские солдаты в Анголе, Мозамбике и Португальской Гвинее и сельские офицеры. Ангольские сипаи составляли часть гарнизона Гоа в последние годы португальского владычества над этой территорией.

### На службе Франции
С возникновением в 1719 году Французской Ост-Индской компании (Compagnie des Indes) отряды индийских сипаев (cipayes) дополнили имевшиеся в распоряжении компании отряды французских военных и швейцарских наёмников. Через год численность сипаев равнялась 10 000 человек. При генерал-губернаторе Жозефе Дюплексе из сипаев начали формировать отдельные части, которые по субсидарным договорам отправлялись на защиту союзных Франции индийских княжеств, чьи правители были обязаны сами содержать субсидарное войско.
После поражения при Вандиваше 1760 года их численность сильно сократилась, но Франция продолжала обучение и набор военных корпусов индийских сипаев (corps militaire des cipayes de l’Inde) в Пондичерри вплоть до 1898 года, когда их заменили жандармы.